# وايد فان نيكيرك
وايد فان نايكرك (بالأفريقانية: Wayde van Niekerk) هو عداء مسافات قصيرة جنوب أفريقي ولد في يوم 15 يوليو 1992 في مدينة كيب تاون في جنوب أفريقيا، إختص بسباقات ال200 متر و400 متر، في 14 أغسطس 2016 تمكن هذا العداء من تحقيق مفاجأة كبيرة في نهائي سباق 400 متر في دورة الألعاب الأولمبية الصيفية 2016 في ريو دي جانيرو بعد تحطيمه للرقم القياسي العالم لسباق ال400 متر بتحقيقه زمن 43.3 ثانية محطماً بذلك رقم العداء الأسطورة الأمريكي مايكل جونسون المسجل ب43.15 ثانية ومتفوقاً على كيراني جيمس ولاشون ميريت في السباق وبفارق كبير، ويعتبر فان نيكرك أول عداء يسجل رقم تحت 10 ثواني في سباق 100 و20 ثانية في سباق 200 متر و44 ثانية في سباق 400 متر.

## روابط خارجية
- وايد فان نيكيرك على موقع الاتحاد الدولي لألعاب القوى (الإنجليزية)
- وايد فان نيكيرك على موقع الدوري الماسي (الإنجليزية)
- وايد فان نيكيرك على موقع اللجنة الأولمبية الدولية (الإنجليزية)
- وايد فان نيكيرك على موقع أوليمبيديا (الإنجليزية)
- وايد فان نيكيرك على موقع اتحاد ألعاب الكومنولث (مؤرشف) (الإنجليزية)